# Васил Бинев
Васил Георгиев Бинев е български актьор. Занимава се предимно с озвучаване на филми, сериали и реклами. Най-известен е с работата си по „Дързост и красота“, „Вдовицата в бяло“, „Три съдби“, „Касандра“, „Мариамор“, „Госпожа Съблазън“, „Дарма и Грег“, „От местопрестъплението: Маями“, „Изгубени“, „Отчаяни съпруги“, „Бягство от затвора“, „Теория за Големия взрив“, „Касъл“, „Нюанси синьо“, „Госпожо Държавен секретар“ и „Златно момче“.
Също така е известен с ролята си на злодея Иво Фотев в българския медицински драматичен сериал „Откраднат живот“.

## Произход и образование
Роден е на 13 октомври 1957 г. в Калище, Пернишко.
През 80-те години учи актьорско майсторство за куклен театър при професор Николина Георгиева във ВИТИЗ „Кръстьо Сарафов“. Завършва специалността „Актьорско майсторство за драматичен театър“ в класа на професор Надежда Сейкова през 1986 г.

## Актьорска кариера

### Кариера в театъра
В началото на 80-те години работи като сценичен работник и осветител в Кюстендилския театър, в който по-късно играе Владиков в „Хъшове“, където си партнира със Стефан Гецов, който също е режисьор.
От 1986 до 1988 г. е актьор в Драматичен театър „Йордан Йовков“ в Добрич. От 1988 до 1989 г. играе в Драматичен театър „Адриана Будевска“ в Бургас.
От 1989 до 2011 г. работи в театър „Българска армия“. Измежду постановките, в които играе, са „Буре Барут“ на Деян Дуковски, „Трамвай Желание“ на Тенеси Уилямс и „Убийството на Гонзаго“ на Недялко Йорданов.

### Кариера в киното и телевизията
Бинев прави своя дебют като малка роля в ролята на Захария във „Вечери в Антимовския Хан“ през 1988 г. на режисьора Павел Павлов.
През 1991 г. играе главна роля в българския телевизионен филм „Вампир“ в ролята на кметския син Жельо, където си партнира със София Кузева, Невена Коканова, Андрей Баташов, Васил Банов и Люба Алексиева под режисурата на Павел Павлов.
Играл е малки роли във филми и сериали, измежду които „Нощта на самодивите“ (3-та серия от „Полицаи и престъпници“), „Наблюдателя“, „Внукът на дядо Коледа“, „Синята птица“, „Наблюдателя“, „Столичани в повече“, „Секс, лъжи и ТВ: Осем дни в седмицата“ и „Връзки“.
От 2018 г. до 2021 г. придобива популярност в ролята си на бизнесмена Иво Фотев в българския медицински сериал „Откраднат живот“.
През 2019 г. играе бащата на Весела Тотева в българския игрален филм „Доза щастие“ под режисурата на Яна Титова, заедно със Силвия Лулчева, която играе майката на Весела.
В същата година участва в късометражни филми, измежду които „Самсара“, „Стъпки“, „Чакалнята“, „От другата страна“ и „Божоле“, където си партнира с Диана Димитрова и Дарин Ангелов.
През 2021 г. влиза в ролята на разказвач в документалния филм „Малката маркиза“ на режисьора Станислав Дончев.
От 2022 г. играе в българския сериал „Лъжите в нас“ в ролята на Щерю. В същата година се снима във филма „Диада“ на режисьорката Яна Титова, който излиза по кината на 10 ноември 2023 г.

## Кариера на озвучаващ актьор
Бинев започва кариерата си в дублажа в началото на 90-те години, а първият сериал, за който дава гласа си, е австралийски. Едни от ранните му сериали са „Тумай и слонът“, който също е австралийска продукция, и „Дързост и красота“ през 1993 г.
След 2009 г. озвучава и множество турски сериали, сред които са „Мечтатели“, „Дъщеря ми“, „Брак с чужденец“, „Великолепният век“, „Езел“, „Ифет“, „Всяка твоя сълза“, „Златно момче“, „Лабиринт към щастието" и други.
Той е дикторът на българския сериал „Дървото на живота“, излъчен по TV7 от март до декември 2013 г.
Освен във войсоувър дублажи, участва и в заглавия с нахсинхронен дублаж като „Играта на играчките“, „Круд“, „Невероятното пътешествие на гигантската круша“, „Покемон: Детектив Пикачу“ и „Момчето и чаплата“.

## Награди и отличия
Бинев печели първа награда за най-добър млад актьор на прегледа за детско-юношеска драма и театър в Търговище и трета награда на четвъртия национален преглед на българската драма и театър.
През 2006 г. получава номинация за наградата „Икар“ в категория „най-добър дублаж“ (тогава наричана „Златен глас“) за дублажа на „Изгубени“ и „От местопрестъплението: Маями“ (на церемонията подзаглавието е сгрешено с „Лас Вегас“). Другите номинирани са Борис Чернев за „Клъцни/Срежи“ и „Изгубени“, и Венета Зюмбюлева за „Отдаденост“ и „Всички обичат Реймънд“. Печели Венета Зюмбюлева.
През 2007 г. е номиниран за дублажа на „Франк Рива“ и „Бягство от затвора“. Другите номинирани са Таня Димитрова за „Мърфи Браун“ и „Спешно отделение“, Елена Русалиева за „Изгубени“ и „Отчаяни съпруги“, и Борис Чернев за „Бягство от затвора“ и „Изгубени“. Печели Таня Димитрова.
През 2008 г. отново е номиниран, този път за дублажа на „От местопрестъплението: Маями“. Другите номинирани са Даниел Цочев за „Д-р Хаус“ и Елена Русалиева за „Грозната Бети“. Печели Даниел Цочев.
На 27 март 2010 г. печели наградата за дублажа на „Брак с чужденец“. Другите номинирани са Александър Воронов и Любомир Младенов за „Моите мили съседи“.
На 1 февруари 2024 г. е номиниран за пети път. Номинацията е за Кязъм Шанлъ в турския сериал „Златно момче“, излъчван по bTV. Другите номинирани са Александър Митрев за ролята на Торфин в „Духове“, Георги Георгиев – Гого за Майкъл Корлеоне в „Кръстникът, Кода: Смъртта на Майкъл Корлеоне“ и Камен Асенов за Уили Уонка в „Уонка“. Получава втората си награда на 27 март.

## Личен живот
От 1997 г. е обвързан с актрисата Силвия Лулчева, с която имат дъщеря. Двамата се запознават по време на дублажа на сериала „Незабравима“ за Нова телевизия.

## Филмография
- „Вечери в Антимовския хан“ (1988) – Захария
- „Вампир“ (1991) – Жельо, кметския син
- „Полицаи и престъпници“ (1995) – (в 3-та серия „Нощта на самодивите“)
- „Синята птица“ (1998) – Бащата
- „Внукът на дядо Коледа“ (1998) – Бащата на Лъчко и Асен
- „Наблюдателя“ (2001) – Мафиот
- „Дървото на живота“ (2013) – Диктор
- „Столичани в повече“ (2013) – Стефан
- „Секс, лъжи и ТВ: Осем дни в седмицата“ (2013) – Иван Кибика (Джони)
- „Връзки“ (2015) – Клиент[19]
- „Откраднат живот“ (2018) – Иво Фотев[20]
- „Доза щастие“ (2019) – Бащата на Весела
- „Чакалнята“ (2020, късометражен) – Йоаким[21]
- „От другата страна“ (2020, късометражен) – Игнатов, бащата на Адриана и Кристиян
- „Божоле“ (2021, късометражен)
- „Малката маркиза“ (2021, документален) – Разказвач
- „Лъжите в нас“ (2022) – Щерю
- „Анна“ (2022) – Несторов[22]
- „Като птиците“ (2023) – Птицата (глас)[23]
- „Диада“ (2023) - господин Пиронков, директор на училище[24][25][26]